# Rabbi Abraham Gedalia
|  | Flytteforslag Denne side er foreslået flyttet til Abraham Gedalia. Klik her for at se flytteforslaget. Begrundelse: virke, ikke navn |

Rabbi Abraham Gedalia (født i 1753 i Polen, død i 1827) , var en dansk overrabbiner.
Abraham Gedalia blev født i Polen hvor hans far Abraham Gedalia Levin var rabbiner og fulgte i sin fars fodspor og blev selv rabbiner i Gnesen i Polen. I 1779 blev hans far udpeget som overrabbiner i København, og igen fulgte han sin far og blev fra 1782 medhjælper for ham i København, før han i 1787 betegnes som underrabbiner.
Da Abraham Gedalia Levin døde i 1793, efterfulgte Abraham Gedalia sin far i embedet som overrabbiner. Han blev selv overrabbiner i 34 år. Flere fremtrædende danske jøder foreslog derefter at konstituere sønnen Salomon som ny overrabbiner, da Abraham Gedalia døde i 1827, men det lykkedes ikke. I stedet blev Abraham Gedalia efterfulgt af Abraham Alexander Wolff.
 Der er for få eller ingen kildehenvisninger i denne artikel, hvilket er et problem. Du kan hjælpe ved at angive troværdige kilder til de påstande, som fremføres i artiklen.